# Bolbodimyia dampfi
Bolbodimyia dampfi är en tvåvingeart som beskrevs av Philip 1954. Bolbodimyia dampfi ingår i släktet Bolbodimyia och familjen bromsar. Inga underarter finns listade i Catalogue of Life.